# Cử nhân Nghệ thuật
Cử nhân Nghệ thuật (tiếng Anh: Bachelor of Arts, viết tắt BA hay AB; tiếng Latinh: baccalaureus artium hay artium baccalaureus) là bằng Cử nhân trao cho sinh viên tốt nghiệp đại học từ giáo dục môn khai phóng và môn khoa học. Chương trình học cho trình độ này thường kéo dài từ 3 - 4 năm tùy vào chuyên ngành và giáo dục ở mỗi nước.